# Гребенніков Юрій Спиридонович
Юрій Спиридонович Гребенніков (нар. 29 квітня 1947, Миколаїв, УРСР — пом. 1 жовтня 2017, Миколаїв, Україна) — доцент, кандидат історичних наук, археолог, скіфолог, дослідник городища «Дикий Сад». Двічі лауреат обласної премії імені М. М. Аркаса, автор двох монографій, упорядник 70 збірок, автор 60 наукових статей, автор двох винаходів консервації археологічних знахідок.

## Біографія
Народився 29 квітня 1947 року в сім'ї бібліотекарки і кораблебудівельника.
В 1964 році, закінчивши Миколаївську середню школу № 5 з золотою медаллю, вступив до Миколаївського кораблебудівного інституту. Після закінчення школи працював на різних підприємствах міста. У 1970—1976 роках навчався на історичному факультеті Донецького державного університету.
З 1963 року почав займатися археологією, беручи участь у польових дослідженнях експедицій Інституту археології АН УРСР. З 1972 року — співробітник Інгульської, а пізніше — Миколаївської експедиції. У 1978—1988 роках — заступник начальника Миколаївської експедиції.
У 1990 році захистив кандидатську дисертацію «Пам'ятки Степового Побужжя у ІХ—ІІІ ст. до н. е.» під керівництвом А. І. Мілюкова.
У 1990—1993 роках — старший викладач кафедри історії СРСР Миколаївського державного педагогічного інституту імені В. Г. Бєлінського. У 1993—2000 роках — доцент, 2000—2006 — завідувач, 2006—2007 — професор кафедри всесвітньої історії Московського педагогічного державного університету.
У 1990—2006 роках — керівник археологічної експедиції з розкопок укріпленого поселення «Дикий Сад» в місті Миколаєві.
У 2007—2010 роках — доцент кафедри всесвітньої історії, а у 2010—2012 — кафедри археології, давньої та середньовічної історії інституту історії та права Миколаївського державного університету імені В. О. Сухомлинського.
З 2012 року, перебуваючи на пенсії, продовжував дослідницьку діяльність у Науково-дослідницькому центрі «Лукомор'є» охоронної археологічної служби України Інституту археології НАН України.
Лауреат Миколаївської обласної премії імені М. М. Аркаса в 2002 і 2006 роках, автор і упорядник близько 70 наукових праць (зокрема, 1 монографії, 2 винаходів з реставрації стародавніх пам'яток, близько 60 наукових статей).
Помер 1 жовтня 2017 року в Миколаєві на 71-му році життя.